# Dragon Age Pure
Dragon Age Pure (ドラゴンエイジピュア?, Doragon Eiji Pyua) è una rivista di manga giapponese pubblicata dalla Fujimi Shobō. Uscì per la prima volta il 30 gennaio 2006 e venduta 3 volte l'anno. Successivamente, dopo la quarta uscita del 20 aprile 2007, la rivista divenne bimestrale. La Dragon Age Pure è la versione speciale della più famosa Monthly Dragon Age, editrice di light novel oltre che di manga.

## Serie pubblicate

### Manga
- @ Home
- bee-be-beat it!
- Clannad: Tomoyo Dearest
- Diebuster
- Dolls Girl
- Hime no Namida wa Todomaranai
- Ikoku Meiro no Kurowāze
- Kanon
- Maid o Nerae!
- Munto
- Nightly Knight
- Room No.1301
- Supa Supa
- Tetsunagi Kō ni
- Tomoyo After: It's a Wonderful Life
- Yūgengaisha Kobold Shiritsutanteisha

### Light novel
- Gakkō Yōkai Kikō Daihachi Kaidan Bashūchū